# Ray Walker
Raymond Walker, più conosciuto con il diminutivo Ray Walker (North Shields, 28 settembre 1963) è un allenatore di calcio ed ex calciatore inglese, di ruolo centrocampista.

## Caratteristiche tecniche
Era un centrocampista molto dotato tecnicamente ed anche un ottimo rigorista (per anni fu il principale rigorista nella rosa del Port Vale); l'unica caratteristica che gli impedì di giocare a livelli più alti (ha infatti trascorso gran parte della carriera fra la seconda e la terza divisione inglese) era la sua mancanza di velocità. Per le sue caratteristiche, venne anche soprannominato l'"Hoddle delle serie minori".

## Carriera
Nella stagione 1979-1980 vince una FA Youth Cup con l'Aston Villa, con cui nel settembre del 1981 all'età di 18 anni firma il suo primo contratto professionistico, venendo aggregato alla prima squadra, con cui però esordisce solamente nella stagione 1982-1983, nella quale gioca una partita nella prima divisione inglese. L'anno seguente viene impiegato in modo più frequente, pur restando una riserva: gioca infatti 8 partite in campionato, 2 partite in FA Cup ed una partita in Coppa di Lega. All'inizio della stagione 1984-1985 viene ceduto in prestito al Port Vale, club di quarta divisione, dove si impone rapidamente come titolare mettendo a segno una rete (la sua prima in carriera tra i professionisti) in 15 presenze, salvo poi venir richiamato all'Aston Villa dopo soli 2 mesi: nella rimanente parte della stagione gioca 7 partite in prima divisione, a cui ne aggiunge altrettante nel campionato 1985-1986, al termine del quale l'Aston Villa lo cede per 12000 sterline al Port Vale di John Rudge, nel frattempo promosso in terza divisione. Qui, insieme al compagno di reparto Robbie Earle, forma una delle migliori coppie di centrocampisti della storia del club, contribuendo alla vittoria della finale play-off contro i Bristol Rovers nella stagione 1988-1989 grazie a cui il club torna in seconda divisione a più di 3 decenni di distanza dall'ultima volta. Nelle sue prime 5 stagioni nel club Walker non gioca mai meno di 40 partite in ciascun campionato (e ad eccezione delle 47 presenze totali della stagione 1990-1991 gioca sempre un minimo di 53 partite stagionali fra tutte le competizioni ufficiali). Gioca un numero minore di partite solamente nella stagione 1991-1992, la terza consecutiva in seconda divisione per il club, nella quale perde 5 mesi per un infortunio ad un legamento di un ginocchio, giocando nonostante questo 26 partite di campionato. Già dalla stagione 1992-1993 torna comunque regolarmente in campo, segnando 9 reti in 35 partite in terza divisione e contribuendo alla vittoria del Football League Trophy. Nel maggio del 1993 subisce un secondo infortunio al ginocchio, che nel settembre dello stesso anno lo obbliga a sottoporsi ad un intervento chirurgico, il recupero dal quale lo porta a perdere l'intera stagione 1993-1994, nella quale i Valiants conquistano la promozione in seconda divisione. All'inizio della stagione 1994-1995 gioca per alcuni mesi in prestito in terza divisione al Cambridge Utd, tornando comunque poi al Port Vale, dove conclude la stagione segnando una rete in 23 presenze in seconda divisione (subisce tra l'altro un terzo infortunio al ginocchio nel marzo del 1995), a cui aggiunge 35 presenze nella stagione successiva, nella quale gioca anche la finale della Coppa Anglo-Italiana 1995-1996, persa per 4-1 contro il Genoa. Nella stagione 1996-1997 gioca poi ulteriori 19 partite in seconda divisione, ed a fine anno lascia il Port Vale dopo un totale di 442 presenze e 43 reti in partite ufficiali (370 presenze e 34 reti fra seconda e terza divisione inglese, 28 presenze e 5 reti in FA Cup e 44 presenze e 4 reti fra Coppa di Lega, Football League Trophy e Coppa Anglo-Italiana). All'età di 34 anni va a giocare nel Leek Town, in Football Conference, dopo un totale di 398 presenze e 34 reti nei campionati della Football League (23 presenze in prima divisione, 186 presenze e 9 reti in seconda divisione, 174 presenze e 24 reti in terza divisione e 15 presenze ed una rete in quarta divisione). Nel corso della stagione 1997-1998 diventa per un breve periodo anche allenatore ad interim del club, che lascia nell'estate del 1998 per accasarsi al Newcastle Town, in North West Counties Football League (nona divisione), dove rimane con il doppio ruolo di giocatore ed allenatore fino al termine della stagione 2000-2001, quando si ritira.

## Palmarès

### Giocatore

#### Competizioni nazionali
- Football League Trophy: 1

Port Vale: 1992-1993

#### Competizioni giovanili
- FA Youth Cup: 1

Aston Villa: 1979-1980